# はじめまして。 (佐香智久のアルバム)
｢はじめまして。｣は、佐香智久の初のアルバム。2013年2月27日にSME Recordsから発売。

## 概要
メジャーデビュー後、初めてのアルバム。全13曲のうち、6曲がシングル (1作目～5作目) 収録曲で構成されている。
初回生産限定盤では｢愛言葉-special ver.-｣が追加され、全14曲となっている。

## 収録曲
1. ずっと [4:15]
作詞:佐香智久･小川智之/作曲:永谷喬夫 (SURFACE)/編曲:森空青
  - テレビ東京系アニメ『君と僕。2』オープニングテーマ
2. 僕たちの歌 [5:17]
作詞:佐香智久･小川智之/作曲:小川智之/編曲:Saku
  - 毎日放送・TBS系アニメ『絶園のテンペスト』エンディングテーマ
3. はんぶんこ [5:25]
作詞:佐香智久･小川智之/作曲:小川智之/編曲:森空青
  - TBS系テレビ「COUNT DOWN TV」2012年8月期オープニングテーマ
4. 七転び八起き [4:07]
作詞･作曲:佐香智久/編曲:森空青
5. また明日 [4:03]
作詞:佐香智久･小川智之/作曲:小川智之/編曲:森空青
  - 「PUMA×ABC MART」キャンペーンタイアップソング
6. 僕の流れ星feat.そらる [4:45]        
作詞･作曲:佐香智久/編曲:森空青･Saku
7. ～ちょっと休憩～ [1:22]
作詞･作曲:佐香智久/編曲:森空青
8. 愛言葉 [5:26]
作詞･作曲:DECO*27/編曲：SiZK/コーラスアレンジ：小川智之
9. 怪盗キャットM [3:32] 
作詞･作曲:佐香智久/編曲:Saku
10. リミットアウト [4:10]
作詞･作曲:佐香智久/編曲：Saku
11. 君恋カレンダー [5:42]
作詞:佐香智久･小川智之/作曲:小川智之/編曲:森空青
12. たからもの [5:20]
作詞･作曲:佐香智久/編曲:Saku
13. ありがとさよなら [5:14] 
作詞:佐香智久･小川智之/作曲:小川智之/編曲:森空青/ブラスアレンジ：大迫杏子
14. 愛言葉-special ver.- [5:15] [注 1]
作詞･作曲:DECO*27/編曲:SiZK

## 演奏
- そらる：Vocals (#6)
- 桑原康輔：Piano (#1.3.5.11.13)
- 佐藤帆乃佳：1st Violin (#1)
- 法常奈緒子：2nd Violin (#1)
- 菊池幹代：Viola (#1)
- 橋本歩：Cello (#1)
- 浜崎大地：Drums (#2.3.4.10)
- 斉藤光隆：Bass (#2.4)
- 石橋尚子
  - 1st Violin (#2.13)
  - Strings (#3.11)
- 吉田翔平：2nd Violin (#2)
- 西村知佳子：Viola (#2)
- 遠藤益民：Cello (#2)
- 森空青：Guitar (#4)
- 山口隆志：Guitar (#8)
- Myao Chan：Cat Voice (#9)
- Saku：Guitar (#9.10)
- Okamu：Bass (#9.10)
- 平野章子：Piano & Organ (#9)
- 菊池泰介：Bass (#11)
- 川上鉄平：Trumpet (#13)
- 石戸谷斉：Trombone (#13)
- 鈴木圭：Saxophone (#13)
- 柳原有弥：2nd Violin (#13)
- 島岡智子：Viola (#13)
- 結城貴弘：Cello (#13)
- 佐々木大輔：Contrabass (#13)